# Gökhan Sinanoğlu
Gökhan Sinanoğlu (* 1. Januar 1986 in Varto) ist ein türkischer Fußballspieler.

## Karriere
Sinanoğlu begann mit dem Vereinsfußball in der Nachwuchsabteilung von Yedi Eylül İdman Yurdu und wechselte später in den Nachwuchs von Bursaspor. Seine Profikarriere begann er bei Altınordu Izmir. Nachfolgend spielte er bei diversen Zweit-, Dritt- und Viertligisten.
Zur Saison 2014/15 wechselte er in die türkische TFF 1. Lig zum westtürkischen Vertreter Bucaspor.